# Johnny Will
Johnny Will is een nummer van Pat Boone dat in januari 1962 de 35e plaats bereikte in de Billboard Hot 100.
De single haalde verder in Duitsland de tweede positie, in het Verenigd Koninkrijk de vierde positie. In Noorwegen stond het twee weken in de hitlijsten en kwam het op de negende positie.

## Tracklijst
| Nr. | Titel                               | Duur |
| --- | ----------------------------------- | ---- |
| 1.  | Johnny Will                         | 2:25 |
| 2.  | (If I'm Dreaming) Just Let Me Dream | 2:17 |